# 벽도산
벽도산(碧挑山)은 대한민국 경상북도 경주시 건천읍과 율동에 걸쳐 위치한 산이다. 작고 푸른 복숭아나무가 많이 자생하는 산이라는 데서 그이름이 유래하였다.